# Ralph Bakshi
Ralph Bakshi (Haifa, 29 ottobre 1938) è un regista e animatore statunitense.
Nei suoi film i cartoni animati spesso vengono sovrapposti a filmati live-action (cioè con attori in carne ed ossa, o semplici sfondi reali). Altro suo marchio di fabbrica è un grande uso del rotoscopio. Bakshi è ferocemente satirico nei suoi lavori: vengono continuamente presi di mira il nazismo, il razzismo, la moda, la cultura pop.

## Biografia
Ralph Bakshi nasce in una famiglia ebraica ad Haifa, nel Mandato britannico della Palestina. Emigra nel 1939 con la famiglia a New York e passa l'infanzia e l'adolescenza nel Bronx.
Comincia la sua carriera come tuttofare allo Studio Terrytoons, diventa inchiostratore, poi animatore e, occasionalmente, dirige delle serie animate per la compagnia. Si trasferisce, poi, allo Studio Famous nel 1967, prima di aprire un suo proprio studio nel 1968. Qui produce, nel 1972, il suo primo lavoro Fritz il gatto, il primo cartone animato ad essere vietato ai minori. A questo film fanno seguito Heavy Traffic e Coonskin. I tre film furono considerati estremamente controversi per i contenuti e l'approccio all'animazione.
Verso la fine degli anni 1970 Bakshi diventa il portavoce di questa nuova via dell'animazione con i film Wizards, Il Signore degli Anelli, American Pop e Fire and Ice.
A seguito della problematica produzione della pellicola Fuga dal mondo dei sogni, non ha più lavorato ad un'altra produzione animata per tredici anni, fino all'annuncio della produzione di Last Days of Coney Island nel 2006. Il progetto fallisce e viene ripreso solo nel 2013 grazie a una campagna di crowdfunding, che permette la realizzazione di un corto di 22 minuti.
Attualmente vive e dipinge in Nuovo Messico.

## Filmografia

### Cinema
- Fritz il gatto (Fritz the Cat) (1972)
- Heavy Traffic (1973)
- Coonskin (1975)
- Wizards (1977)
- Il Signore degli Anelli (The Lord of the Rings) (1978)
- American Pop (1981)
- Hey Good Lookin' (1982)
- Fire and Ice - Fuoco e ghiaccio (Fire and Ice) (1983)
- Fuga dal mondo dei sogni (Cool World) (1992)
- Last Days of Coney Island (2015) - cortometraggio

### Televisione
- The Mighty Heroes (1966) - serie TV
- Rocket Robin Hood (1967) - serie TV
- Christmas in Tattertown (1987) - film TV
- Mighty Mouse: The New Adventures (1988) - serie TV
- The Butter Battle Book (1989) - film TV
- Cool and the Crazy (1994) - film TV
- Spicy City (1997) - serie TV